# Cotesia isolde
Cotesia isolde är en stekelart som först beskrevs av Nixon 1974.  Cotesia isolde ingår i släktet Cotesia och familjen bracksteklar. Inga underarter finns listade i Catalogue of Life.